# Gastornithiformes
I Gastornitiformi (Gastornithiformes Stejneger, 1885) sono un ordine estinto di grandi uccelli incapace di volare i cui fossili sono stati ritrovati in Nord America, Eurasia e forse anche in Australia. I membri di Gastornithidae furono a lungo considerati parte dell'ordine Gruiformes. Tuttavia, il concetto tradizionale di Gruiformes ha dimostrato di essere un raggruppamento innaturale. A partire dalla fine degli anni '80 e dalla prima analisi filogenetica delle relazioni sui gastornitidi, cominciò a prendere piede l'idea che questi uccelli fossero maggiormente imparentati con anatre e animidi, ossia gli Anseriformi. Riconoscendo l'apparente stretta relazione tra Gastornis e questi uccelli acquatici, alcuni ricercatori hanno, addirittura, classificano all'interno gruppo Anseriformes stesso. Altri restringono il nome Anseriformes solo al gruppo corona formato da tutte le specie moderne, ed etichettano il gruppo più grande includendo i parenti estinti degli anseriformi nel clade Anserimorphae (che questo articolo e le relative pagine hanno adottato). Mentre l'ordine è generalmente considerato monotipico, un documento del 2017 sull'evoluzione e la filogenesi di Worthy e colleghi hanno trovato supporto filogenetico nel classificare i mihirung (Dromornithidae) come il sister taxon di Gastornis. I mihirung, o Dromornithidi, rappresentano anch'essi un'altra famiglia di giganteschi uccelli incapaci di volare, classificati come anseriformi, strettamente imparentati con i kamichi (Anhimidae) o il sister taxon di Anseriformes. Degno et al. (2017) hanno inserito diversi nuovi taxa e tratti caratteristici in matrici esistenti di Galloanserae che hanno portato molte delle loro analisi filogenetiche a supportare questo raggruppamento. Tuttavia, questo risultato è ancora poco supportato, tanto che una delle loro analisi filogenetiche ha recuperato i gastornitiformi come affini ai galliformi, sebbene anche questa teoria sia poco supportata. Di seguito è riportata un'analisi filogenetica semplificata che mostra la loro filogenesi che supporta gastornitiformi come anserimorfi.
|                   | † Vegaviiformes                                                                   |
|                   |                                                                                   |
| Gastornithiformes | \| \| † Gastornithidae \| \| \| \| \| \| † Dromornithidae (mihirungs) \| \| \| \| |
|                   | \| \| † Gastornithidae \| \| \| \| \| \| † Dromornithidae (mihirungs) \| \| \| \| |
|                   | † Gastornithidae                                                                  |
|                   |                                                                                   |
|                   | † Dromornithidae (mihirungs)                                                      |
|                   |                                                                                   |

|  | † Gastornithidae             |
|  |                              |
|  | † Dromornithidae (mihirungs) |
|  |                              |

|                   | † Vegaviiformes                                                                   |
|                   |                                                                                   |
| Gastornithiformes | \| \| † Gastornithidae \| \| \| \| \| \| † Dromornithidae (mihirungs) \| \| \| \| |
|                   | \| \| † Gastornithidae \| \| \| \| \| \| † Dromornithidae (mihirungs) \| \| \| \| |
|                   | † Gastornithidae                                                                  |
|                   |                                                                                   |
|                   | † Dromornithidae (mihirungs)                                                      |
|                   |                                                                                   |

|  | † Gastornithidae             |
|  |                              |
|  | † Dromornithidae (mihirungs) |
|  |                              |

In un articolo del 2021 di Agnolin, il genere argentino Brontornis del Miocene, normalmente classificato come un uccello del terrore, è stato classificato come un gastornitiforme sister taxon dei mihirungs.